# The Best of Eighteen Visions
The Best of Eighteen Visions è un best della band metalcore americana Eighteen Visions del 2001. Il disco contiene le migliori canzoni dal loro primo EP Lifeless. Inoltre contiene una canzone inedita che segnò il cambio del loro stile di musiche portando a una voce e una melodia più pulita.

## Formazione
- James Hart - voce
- Ken William Floyd - batteria
- Keith Barney - chitarra
- Mick Richard Morris - basso

## Tracce
1. "Motionless And White"  – 5:16
2. "Russian Roulette With A Trigger Happy Manic Depressive"  – 3:13
3. "The Psychotic Thought"  – 4:17
4. "An Old Wyoming Song"  – 3:49
5. "Slipping Through The Hands Of God"  – 3:17
6. "Diana Gone Wrong"  – 3:56
7. "Raping, Laughing, Tasting, Temptation"  – 4:33
8. "Five O Six A.M. Three/Fifteen"  – 4:51
9. "Life's Blood"  – 2:51
10. "Isola In The Rain"  – 1:23
11. "Dead Rose"  – 5:23